# معماری خانه شیخ حسین
بقایای معماری خانه شیخ حسین مربوط به سده‌های متاخر دوران‌های تاریخی پس از اسلام است و در شهرستان کهگیلویه، بخش چرام، دهستان چرام، ۵۰۰ متری جنوب غربی روستای شیخ حسین واقع شده و این اثر در تاریخ ۱۶ دی ۱۳۸۷ با شمارهٔ ثبت ۲۴۴۸۴ به‌عنوان یکی از آثار ملی ایران به ثبت رسیده است.